# Camponotus eremicus
Camponotus eremicus är en myrart som beskrevs av Wheeler 1915. Camponotus eremicus ingår i släktet hästmyror, och familjen myror. Inga underarter finns listade.